# Władysław Wróblewski
Władysław Wróblewski (pronunciación en polaco: /vwaˈdɨswaf vruˈblɛfskʲi/; Cracovia, 21 de marzo de 1875–Łódź, 19 de agosto de 1951) fue un noble, político, científico, diplomático y abogado polaco.  Fue el último primer ministro provisional del Estado títere alemán del Reino de Regencia antes de que Polonia recuperase su independencia en 1918. 

## Biografía
Władysław fue hijo de Wincenty Wróblewski y Waleria (nacida Bossowska) y hermano del abogado Stanisław Wróblewski. Era de familia noble, del escudo de armas de Lubicz.
Wróblewski fue abogado y docente de administración y derecho administrativo en la Universidad Jaguelónica de Cracovia. El 4 de noviembre de 1918, después de la retirada del gobierno provisional de Józef Świeżyński, Wróblewski fue elegido por el Consejo de Regencia para encabezar un nuevo gobierno provisional. Dada la inestabilidad política de Polonia, Wróblewski escogió no nombrar a sus propios ministros. En cambio, retomó el trabajo de su predecesor, con sus mismo gabinete de ministros. La última reunión de su gobierno tuvo lugar el 11 de noviembre de 1918, cuando todos los poderes fueron cedidos a Józef Piłsudski, quien regresaba de su encierro en la fortaleza de Magdeburgo ese mismo día. 
El 18 de noviembre, todos los  ministerios fueron asumidos por el nuevo gobierno de Jędrzej Moraczewski, y el Reino de Regencia dejó de existir, dando manera a la renacida República de Polonia. Wróblewski siguió siendo unmiembro activo de la administración polaca, inicialmente como subsecretario de Estado en el Consejo de Ministros y posteriormente como diplomático. Entre otros cargos, ocupó el de embajador de Polonia en Londres y más tarde en Washington. Entre 1929 y 1936  dirigió el Bank Polski, el banco estatal de Polonia.